# コルネーリス・ファン・ハウテン
コルネーリス・ファン・ハウテン（Cornelis Johannes van Houten, 1920年 - 2002年8月24日）は、オランダの天文学者。妻のイングリットも天文学者である。ケース・ファン・ハウテン（Kees van Houten）とも記される。

## 生涯
デン・ハーグで生まれる。米国・シカゴのヤーキス天文台で助手として働いた期間（1954年 - 1956年）を除けば、そのキャリアのすべてをライデン大学で送った。
1940年に学士号 (Undergraduate degree) を取得したが、第二次世界大戦が勃発したために研究の中断を余儀なくされ、銀河系外星雲の表面測光によって博士号（Ph.D.）を取ったのは1961年だった。
彼は天文学者のイングリット・フルーネフェルト（結婚後はイングリット・ファン・ハウテン＝フルーネフェルト）と結婚し、ともに小惑星に関心を持つようになった。なお、夫婦には1人の息子カレルがいる。
ファン・ハウテン夫妻はトム・ゲーレルスとともに3人で、4631個もの小惑星の発見者として記録されている（2017年5月現在。このほか、イングリットとの夫妻による発見が2）。ゲーレルスがパロマ天文台にある口径48インチのシュミット式望遠鏡を用いて掃天観測を行い、その写真をライデン天文台に送り、ファン・ハウテンが小惑星の検出を行った。ファン・ハウテン夫妻とゲーレルスが発見した小惑星の一つ (1743) シュミットには、望遠鏡の開発者ベルンハルト・シュミットの名が付けられている。かれらの観測の結果から、小惑星が「族」（family）に分類されることが明らかとなった。
彼は連星の視線速度の研究も行った。彼は死ぬ間際まで研究を行い、小惑星や食連星についての論文を発表した。